# Episodi de L'albero delle mele (nona stagione)
La nona stagione della sitcom L'albero delle mele è stata trasmessa negli Stati Uniti dal 26 settembre 1987 al 7 maggio 1988. Sherrie Krenn appare inizialmente su base ricorrente e diventerà parte del cast principale a partire dal tredicesimo episodio. In Italia la stagione è inedita.
| N° | Titolo originale               | Titolo italiano | Prima TV USA      | Prima TV Italia |
| -- | ------------------------------ | --------------- | ----------------- | --------------- |
| 1  | Down and Out in Malibu: Part 1 |                 | 26 settembre 1987 | Inedito         |
| 2  | Down and Out in Malibu: Part 2 |                 | 3 ottobre 1987    | Inedito         |
| 3  | Rumor Has It                   |                 | 17 ottobre 1987   | Inedito         |
| 4  | Before The Fall                |                 | 24 ottobre 1987   | Inedito         |
| 5  | Sweet Charity                  |                 | 7 novembre 1987   | Inedito         |
| 6  | Up from Down Under             |                 | 14 novembre 1987  | Inedito         |
| 7  | The More the Marrier           |                 | 21 novembre 1987  | Inedito         |
| 8  | A Rose by Any Other Age        |                 | 28 novembre 1987  | Inedito         |
| 9  | Adventures in Baileysitting    |                 | 5 dicembre 1987   | Inedito         |
| 10 | It's a Wonderful Christmas     |                 | 12 dicembre 1987  | Inedito         |
| 11 | Golden Oldies                  |                 | 2 gennaio 1988    | Inedito         |
| 12 | A Thousand Frowns              |                 | 9 gennaio 1988    | Inedito         |
| 13 | Something in Common            |                 | 16 gennaio 1988   | Inedito         |
| 14 | Peekskill Law                  |                 | 23 gennaio 1988   | Inedito         |
| 15 | A House Divided                |                 | 30 gennaio 1988   | Inedito         |
| 16 | The First Time                 |                 | 6 febbraio 1988   | Inedito         |
| 17 | Let's Face the Music           |                 | 13 febbraio 1988  | Inedito         |
| 18 | Less Than Perfect              |                 | 20 febbraio 1988  | Inedito         |
| 19 | Till Marriage Do Us Part       |                 | 27 febbraio 1988  | Inedito         |
| 20 | Present Imperfect              |                 | 5 marzo 1988      | Inedito         |
| 21 | On the Edge                    |                 | 12 marzo 1988     | Inedito         |
| 22 | Big Apple Blues                |                 | 19 marzo 1988     | Inedito         |
| 23 | The Beginning of the End       |                 | 30 aprile 1988    | Inedito         |
| 24 | The Beginning of the Beginning |                 | 7 maggio 1988     | Inedito         |

## Down and Out in Malibu: Part 1
- Diretto da: John Bowab
- Scritto da: Martha Williamson

### Trama
Richard Moll sta cercando una house sitter e Jo, intrappolata a Malibu, accetta il lavoro e fa credere a Beverly Ann e alle ragazze che quella sia casa sua.
- Guest stars: Richard Moll (Sé stesso), Sandy Simpson (Paul) e Johnny Dark (Agente Canfield).

## Down and Out in Malibu: Part 2
- Diretto da: John Bowab
- Scritto da: Ross Brown

### Trama
Tootie e Natalie hanno dimenticato di chiudere il rubinetto della vasca da bagno e hanno causato un allagamento, proprio quando Richard Moll è in procinto di rientrare.
- Guest stars: Richard Moll (Sé stesso), Nancy Everhard (Cindy Garver), Sandy Simpson (Paul), Clyde Kusatsu (Budget Bob), Greg Norberg (Agente Wells) e Rusty Colemon (Fattorino).

## Rumor Has It
- Diretto da: John Bowab
- Scritto da: Michael Poryes

### Trama
Blair passa abbastanza tempo con un suo professore da cominciare a far circolare dicerie su loro due.
- Guest stars: Franc Luz (Richard Katt), Charles Summers (Dean Stanton), Judson Allen (Scott Travis), David Arnott (Nick Drexler), Bonnie Campbell Britton (Rebecca), Evonne Kezios (Amanda) e Frances Megan (Jane).

## Before The Fall
- Diretto da: John Bowab
- Scritto da: R.J. Colleary

### Trama
Natalie deve realizzare un articolo sotto copertura su Langley ma i rischi sono molteplici.
- Guest stars: Patrick Cronin (Chris Morgan), Babette Props (Jody), Sarina Grant (Agente McNamara) e Dennis Haysbert (Agente Evans).

## Sweet Charity
- Diretto da: John Bowab
- Scritto da: Phil Doran e Douglas Arango

### Trama
Jo comincia a lavorare in un centro comunitario ma scopre che non verrà pagata per mancanza di denaro. Nel frattempo, Andy non sopporta che Beverly Ann non rispetti la sua privacy.
- Guest stars: Paul Provenza (Casey Clark), Bumper Robinson (Todd) ed Elmarie Wendell (Jackie).

## Up from Down Under
- Diretto da: John Bowab
- Scritto da: Austin Kalish e Irma Kalish

### Trama
A Peekskill arriva Pippa McKenna, una studentessa australiana venuta a Eastland per uno scambio culturale.
- Guest stars: Sherrie Krenn (Pippa McKenna), Mike Preston (Kevin McKenna), Ken Lerner (Max) e Troy Evans (Agente).

## The More the Marrier
- Diretto da: Valentine Mayer
- Scritto da: Lawrence H. Levy

### Trama
Tootie scopre che Jeff non sarà presente al loro appuntamento e Blair le consiglia di uscire con un altro. Nel frattempo, Beverly Ann e le ragazze conoscono Snake, il fidanzato di Natalie.
- Guest stars: Todd Hollowell (Jeff Williams), Paul Provenza (Casey Clark), Robert Romanus (Snake Robinson), Clarence Gilyard (Matt) e Don Gibb (Wendell).

## A Rose by Any Other Age
- Diretto da: John Bowab
- Scritto da: Mark Tuttle e Barbara Berkowitz

### Trama
Blair non sopporta che il suo compagno di studio sia più interessato a Beverly Ann invece che a lei. Nel frattempo, Andy ha a che fare con un bullo.
- Guest star: Jeff Allin (Larry Preston).

## Adventures in Baileysitting
- Diretto da: John Bowab
- Scritto da: Jeri Barchilon e Michele Gendelman

### Trama
Andy esce con Bailey ma al ritorno a casa scopre di aver preso un'altra bambina.
- Guest stars: Sherrie Krenn (Pippa McKenna), Marj Dusay (Monica Warner), Ashleigh Sterling (Bailey), Evelyn Guerrero (Signora Ramirez) e Sabrina Wiener (Bambina).

## It's a Wonderful Christmas
- Diretto da: Valentine Mayer
- Scritto da: Marilyn Anderson e Renee Orin

### Trama
Beverly Ann si sente indesiderata a Natale e immagina come sarebbe stata la vita a Peekskill senza di lei.
- Guest stars: Sherrie Krenn (Pippa McKenna), Chuck McCann (Babbo Natale) e Don Dolan (Agente).

## Golden Oldies
- Diretto da: John Bowab
- Scritto da: John Boni

### Trama
Beverly Ann e le ragazze immaginano come saranno le loro vite tra diversi anni.
- Guest star: Bill Macy (Harold).

## A Thousand Frowns
- Diretto da: John Bowab
- Scritto da: Harvey Weitzman, David DiGregorio e Arnie Wess

### Trama
Jo ed Andy fanno la conoscenza di un ragazzo, Rick Bonner, il quale crede che morirà presto poiché nessun membro della sua famiglia ha avuto una vita lunga.
- Guest stars: Sherrie Krenn (Pippa McKenna), Paul Provenza (Casey Clark) e Scott Bryce (Rick Bonner).

## Something in Common
- Diretto da: John Bowab
- Scritto da: Michael Poryes

### Trama
Jo presenta Rick a suo padre. Nel frattempo, dopo aver consultato la signora Garrett e le ragazze, Beverly Ann trasforma il negozio nella stanza di Andy e Pippa.
- Guest stars: Alex Rocco (Charlie Polniaczek) e Scott Bryce (Rick Bonner).

## Peekskill Law
- Diretto da: John Bowab
- Scritto da: Mark Tuttle

### Trama
Blair prende parte a un grande caso giudiziario insieme al suo ex professore.
- Guest stars: Franc Luz (Richard Katt), Alan Autry (Clark Darrin), James Staley (Barkley), John Wesley (Crandall), Tony Steedman (Giudice) e Kathleen Connell (Segretaria).

## A House Divided
- Diretto da: John Bowab
- Scritto da: Mark Tuttle

### Trama
L'appuntamento organizzato da Tootie e Natalie viene rovinato da un litigio tra i loro fidanzati. Nel frattempo, Blair aiuta Jo, la quale ha citato in giudizio il suo meccanico.
- Guest stars: Todd Hollowell (Jeff Williams), Robert Romanus (Snake Robinson) e John Del Regno (Ralph).

## The First Time
- Diretto da: Marian Deaton
- Scritto da: Ross Brown

### Trama
Natalie si concede fisicamente al suo fidanzato.
- Guest star: Robert Romanus (Snake Robinson).

## Let's Face the Music
- Diretto da: John Bowab
- Scritto da: Phil Doran e Douglas Arango

### Trama
Accidentalmente, i capelli di Blair diventano verdi e quelli di Jo biondi. Nel frattempo, Pippa viene cacciata dalla sua band.
- Guest stars: Warren Burton (Sergio Pavan), John Kassir (Andre), Tuesday Knight (Amy), Hannah Cutrona (Meena) e Peter Marc (Signor Wayne).

## Less Than Perfect
- Diretto da: Valentine Mayer
- Scritto da: Martha Williamson

### Trama
Blair si addormenta mentre è al volante e rimane ferita in un grave incidente stradale. Dopo essersi ripresa, la ragazza scopre di avere una cicatrice sul viso e ne rimane sconvolta.
- Guest stars: Paul Provenza (Casey Clark), Ron Fassler (Dottor Nichols) e Catherine Paolone (Infermiera).

## Till Marriage Do Us Part
- Diretto da: John Bowab
- Scritto da: Ross Brown

### Trama
Rick chiede a Jo di sposarlo e la ragazza, anche se inizialmente titubante, accetta.
- Guest stars: Alex Rocco (Charlie Polniaczek), Claire Malis (Rose Polniaczek), Todd Hollowell (Jeff Williams), Paul Provenza (Casey Clark), Robert Romanus (Snake Robinson), Scott Bryce (Rick Bonner), Twyla Littleton (Wanda) e John Ingle (Pastore).

## Present Imperfect
- Diretto da: John Bowab
- Scritto da: Kathy Lette

### Trama
Tootie riceve in dono il ciondolo della nonna di Jeff, distrutto dopo una festa organizzata da Andy e Pippa.
- Guest stars: Todd Hollowell (Jeff Williams), Devon Odessa (Alexis), Cindi Dietrich (Karen), Nicky Katt (Mark), Gregory Martin (Larry), Beah Richards (Nonna) e Mike Finnerman (Fattorino).

## On the Edge
- Diretto da: John Bowab
- Scritto da: R.J. Colleary

### Trama
Una ragazza del centro comunitario dove Jo lavora tenta di suicidarsi. Nel frattempo, Beverly Ann non vuole che Andy si faccia un piercing.
- Guest stars: Alexandra Borrie (Sandy), Suzanne Krull (Melissa), Sonya Winton (Annie), Jane Dulo (Signora Beets), Sidney Chankin (Signor White) e John Harnagel (Agente).

## Big Apple Blues
- Diretto da: John Bowab
- Scritto da: Martha Williamson

### Trama
Natalie si trasferisce in un appartamento a SoHo, dove conosce alcuni eccentrici personaggi.
- Guest stars: Richard Grieco (Ben), Michelle Little (Claire), Terrah Smith (Nina) e David Spade (Scott).

## The Beginning of the End
- Diretto da: John Bowab
- Scritto da: Austin Kalish e Irma Kalish

### Trama
Blair scopre che Eastland è in gravi difficoltà finanziarie e decide di comprare la scuola e salvarla dalla chiusura permettendo l'iscrizione anche agli studenti di sesso maschile.
- Guest stars: Nicolas Coster (David Warner), Sam Behrens (Wes Mitchell), Kathleen Freeman (Noreen Grisbee), Mayim Bialik (Jennifer Cole), Seth Green (Adam Brinkerhoff), Juliette Lewis (Terry Rankin), Meredith Scott Lynn (Ashley Payne), Marissa Mendenhall (Sara Bellanger), Jason Naylor (Beldon Glover), Sal Viscuso (Frank Payne), Danny Dayton (Signor Avery), Richard Mehana (Signor Plimpton), Patrick T. O'Brien (Signor Copeland), Shirley Prestia (Signorina O'Donnell) e John Welsh (Signor Morehead).

## The Beginning of the Beginning
- Diretto da: John Bowab
- Scritto da: Austin Kalish e Irma Kalish

### Trama
Blair è la nuova preside di Eastland e aiuta gli studenti della scuola, in particolare una che cerca di essere espulsa.
- Guest stars: Scott Bryce (Rick Bonner), Sam Behrens (Wes Mitchell), Kathleen Freeman (Noreen Grisbee), Mayim Bialik (Jennifer Cole), Seth Green (Adam Brinkerhoff), Juliette Lewis (Terry Rankin), Meredith Scott Lynn (Ashley Payne), Marissa Mendenhall (Sara Bellanger), Jason Naylor (Beldon Glover), John Buchanan (Steve), LaRue Stanley (Cameriera), Lawrence Lowe (Pollo) e Russ Jolly (Ragazzo).